# خورخي سولير
خورخي سولير هو لاعب كرة قاعدة كوبي، ولد في 25 فبراير 1992 في هافانا في كوبا.

## وصلات خارجية
- خورخي سولير على موقع دوري كرة القاعدة الرئيسي (الإنجليزية)
- خورخي سولير على موقعبيزبول رفرنس.كوم (الدوري الرئيسي) (الإنجليزية)
- خورخي سولير على موقعبيزبول رفرنس.كوم (الدوري الثانوي) (الإنجليزية)
- خورخي سولير على موقع إي إس بي إن.كوم (أم.أل.بي) (الإنجليزية)
- خورخي سولير على موقع مشجعي الرسوم البيانية (الإنجليزية)